# СК Одеса
СК Одеса (на украински: СК Одеса) е украински футболен клуб от Одеса. Основан през 1944 г. под названието ОДО (Одеса). През 1999 на базата на тима е създаден клуб „Черноморец 2“. Най-голямото достижение в първенството на Украйна – 10 място в група „Б“ висша лига за сезон 1992. В отбора са играли Александър Тарханов, Игор Беланов, Алексей Мамикин и Иля Цимбалар.
Във висшата лига на шампионата на СССР тима участва през 1965-1966 години.
- 1944 – ОДО Одеса
- 1957—1959 – СКВО Одеса
- 1960—1971 – СКА Одеса
- 1972—1973 – „Звезда“ (Тираспол, Молдова)
- 1974—1975 – Градски тим Тираспол (Тираспол, Молдова)
- 1976—1992 – СКА Одеса
- 1992-1999 – СК Одеса